# Деніс ван Уффелен
Деніс ван Уффелен (нар. 5 липня 1971) — колишній бельгійський тенісист.
Найвищу одиночну позицію світового рейтингу — 264 місце досяг 13 липня 1998, парну — 590 місце — 7 листопада 1994 року.

## Титули ATP Челленджер

### Одиночний розряд: (1)
| Ранг | Дата     | Турнір                               | Покриття | Суперники        | Рахунок  |
| ---- | -------- | ------------------------------------ | -------- | ---------------- | -------- |
| 1.   | Лип 1998 | West of England Challenger, Бристоль | Трава    | Адріану Феррейра | 6–3, 6–2 |